# نوتر-دام-ده-نژ، کبک
نوتر-دام-ده-نژ (به فرانسوی: Notre-Dame-des-Neiges) شهری در منطقه شهری له باسک ناحیه با-سن-لوران در استان کبک کانادا است. در سرشماری سال ۲۰۱۱ این شهر ۱٬۱۸۱ نفر جمعیت داشته‌است و مساحت آن ۹۲٫۸۷ کیلومتر مربع است.